# Lacy Duarte
Lacy Duarte (castellà: Elvira Lacy Duarte Cardoso)  (Salto, 15 de setembre de 1937 - Montevideo, 27 de desembre de 2015) va ser una artista visual uruguaiana.

## Obra
L'obra de Lacy Duarte està profundament relacionada amb la seva història personal, no podem desvincular el seu treball del seu recorregut vital. Els primers anys en la seva Mataojo natal, al mig del camp de l'interior de país, en una família d'origen humil, van marcar el que després anava a transformar-se en un llenguatge visual de gran expressivitat, realitzat en diferents tècniques i suports. Aquest llenguatge connectat amb el seu ser dona i connectat amb aquesta dona de camp s'expressa moltes vegades a manera de denúncia, a través d'un compromís social i polític que la va acompanyar tota la vida.
L'obra de Lacy Duarte és clau per entendre el desenvolupament de les arts visuals a partir de la segona meitat de segle xx en el nostre medi, especialment, a la sortida de la dictadura cívic-militar (1973-1985).
A través de la seva obra, Lacy Duarte supera relats dominants, hegemònics, de la capital, masclistes, i desafia l'imaginari uruguaià predominant, creat des de la mirada d'una societat hiperurbanizada i europeïtzada que encara creu en el mite d'haver aconseguit la igualtat i l'homogeneïtat. La pobresa surt a la llum en la seva obra. Ho fa en l'època de les seqüeles del profund trauma de la dictadura, de la crisi econòmica de llarga durada que, amb alts i baixos, viu el país des de la dècada del 1960 i de la greu crisi dels últims cinc anys. Lacy Duarte integra el tema de la memòria, essencial en la vida uruguaiana actual postdictadura, ajuda a la construcció d'una memòria democràtica perquè inclou una zona poc explorada de l'Uruguai; coopera amb l'elaboració d'una història múltiple. Lacy Duarte esdevé una militant de la memòria.

## Trajectòria
Lacy Duarte va néixer i es va criar en Mataojo, prop de la frontera amb el Brasil, al departament de Salto (Uruguai), en un entorn rural que marcaria la seva vida i la seva obra.
El 1952 es va traslladar a la Ciutat de Salto, i el 1954 va ingressar al Taller Figari de l'Associació Horacio Quiroga, on va assistir a classes amb el pintor hongarès José Cziffery, format a París al taller d'Henri Matisse.
El 1959 es va casar amb el pintor Aldo Peralta, amb qui va tenir dos fills, Pablo i Pedro, que també van ser artistes. El 1962 la família es va traslladar a San Carlos, en el departament de Maldonado, on va fer classes de dibuix al liceu i va aprendre la tècnica del tapís.
El 1975, a causa de la dictadura militar a l'Uruguai, la família es va traslladar a Porto Alegre (Brasil). De retorn a San Carlos va crear el taller Duarte Tapices amb un grup de teixidores.

El 1981 va morir el seu marit i poc després es va traslladar a Montevideo, on va reprendre la pintura. El 1986 va ser seleccionada per integrar l'enviament uruguaià a la Biennal de l'Havana. Va exposar a Europa i als Estats Units.
| «                    | Vaig tenir una formació acadèmica i és com que després vaig desaprendre, perquè al viatjar i veure tota la cultura europea i americana, em vaig adonar que aquest món era diferent a la meu i vaig fer un viatge cap a dins. | » |
| — Lacy Duarte, 2005. | |   |

A partir de 1990 va treballar en sèries que inclouen pintures i objectes, talles en fusta, objectes de molla de pa, cobrellits de draps (trapera), en instal·lacions que refereixen al seu origen, a la condició de la dona i els nens al camp, a les feines rurals (Ceibos y panes, Bretes, Trampas, Venceduras, Traperas). El seu projecte Memoria y ritos en el espacio de la mujer campesina, fa al seu trasllat a la ciutat com una pèrdua de referències culturals. Va exposar en Museu Juan Manuel Blanes, Museu d'Art Contemporani de Rio Grande do Sul, Galeria Linda Moore a San Diego (Estats Units), i participa en les biennals internacionals de París i Cuenca, entre altres mostres al seu país i l'exterior.
El 2002 el Banc Central de l'Uruguai li va atorgar el Premi Figari en reconeixement de la seva trajectòria.
El 2005 va representar a l'Uruguai en la Biennal de Venècia amb una instal·lació que reflectia «la pobresa pulcra» del medi rural uruguaià.
La instal·lació de Duarte treballa sobre tres conceptes arrelats en el seu entorn personal: l'abric, l'alleujament i l'aliment. L'abric inicia el recorregut: les escales d'entrada al pavelló uruguaià apareixen cobertes per una trapera (flassada de retalls) elaborada per camperoles i amb dibuixos de l'artista, fins a arribar a un llit cobert per una flassada de paper feta per ella, ubicada al centre del recinte.
Des de 2011 va integrar la Comissió Nacional d'Arts Visuals del Ministeri d'Educació i Cultura (MEC).

## Exposicions
(Selecció)
- 1990 - Rituales, mitos, espejos y mentiras, Centre d'Exposicions del Palau Municipal, Montevideo.
- 1994 - Huellas y fracturas / Fingerprints and Fractures, Galería Linda Moore, San Diego, Estados Unidos.
- 1996 - Ceibos y panes, Museu de Arte Contemporânea do Rio Grande do Sul, Porto Alegre, Brasil. Museo Municipal de Bellas Artes Juan Manuel Blanes, Montevideo.
- 1997 - Hecha la ley hecha la trampa, Col·lecció Engelman-Ost, Montevideo.
- 1998 - Lacy Duarte, Centre Cultural Florencio Sánchez, Montevideo.
- 2001 - Rastreo de huellas y fracturas, Centro Cultural Dodecá, Montevideo.
- 2002 - Territorios, Institut Goethe, Montevideo.
- 2004 - Las manos limpias, Cabildo de Montevideo, Montevideo.
- 2005 - Territorio-Territorios, 51a Biennal de Venecia, Itàlia.
- 2006 - Regresos y contradicciones, Museo Zorrilla, Montevideo.
- 2007 - Galería Hübner, Frankfurt, Alemanya.
- 2011 - Pespuntes, Centre Cultural Dodecá, Montevideo.
- 2012 - Tiempo + Tiempo, Museu Gurvich, Montevideo. Pensado campo: recurrencias de Lacy Duarte, Museu Figari, Montevideo.[10]
- El 2017 es va realitzar una gran exposició antològica d'obra realitzada per l'artista entre els anys 1956 i 2015 simultàniament en el Museu Nacional d'Arts Visuals (MNAV) i el Museu Juan Manuel Blanes de Montevideo.[11][12]